# Savo Brković
Savo Brković (crnogor. ćiril.: Саво Брковић, Velje Brdo pokraj Podgorice, 16. lipnja 1906. – Podgorica, 9. listopada 1991.) crnogorski političar, narodni heroj i povjesničar.
Prije 1941. član KPJ i njezin funkcionar za Crnu Goru.
Od 1945. šef OZNA za Crnu Goru, naredne godine postaje ministar u crnogorskoj republičkoj vladi, potom dugogodišnji funkcioner.
Od SKJ se djelomično distancira nakon što je tiskao svoju knjigu O postanku i razvoju crnogorske nacije 1974. Sumnjičen kao crnogorski nacionalista.
Nakon štio je 1988. objavio knjigu Etnogenezofobija – prilog kritici velikosrpstva Savo Brković je isključen iz SKJ i u javnosti difamiran zbog crnogorskog nacionalizma.